# Петков, Петко (футболист, 1946)
Петко Петков (болг. Петко Петков; 3 августа 1946, Синитово, Пазарджикская область — 10 января 2020, Стара-Загора) — болгарский футболист, центральный нападающий, и футбольный тренер.
Большую часть карьеры провёл в клубе «Берое», за который у него в активе 260 игр и 144 гола в Группе А, а также 92 игры и 89 голов в Группе Б. Двукратный лучший бомбардир чемпионата Болгарии: в 1974 году (с 20 голами) и в 1976 году (с 19 голами). В сезоне 1974/75 он забил рекордный 51 гол в Группе Б. Он также забил 14 голов за «Берое» в еврокубках: девять в Кубке УЕФА и пять в Кубке обладателей кубков.
В высшей лиге также сыграл 20 матчей за «Академик Свиштов».
Провёл полтора сезона в команде «Аустрия Вена», с которой стал чемпионом и обладателем кубка Австрии.
Он умер 10 января 2020 года после непродолжительной болезни.

## Футбольная карьера
Петко Петков вырос в селе Синитово, община Пазарджик. Будучи студентом, он играет в футбол за любительский «Локомотив Септември». Впоследствии он выступал за такие клубы, как «Родопа», «Минёр Рудозем» и «Горубсо».
29 октября 1967 года, в день своей свадьбы, Петков забил пять голов, принеся победу «Горубсо» над «Ардой» в матче Группы Б (кроме него никто не забивал), и его игра привлекла внимание руководства «Берое».
Петков присоединился к «Берое» в середине сезона 1967/68. Свой первый гол он забил 19 мая 1968 года, сделав вклад в победу со счётом 4:0 над «Черноморец Бургас». Несколько месяцев спустя он выиграл свой первый трофей с «Берое» — Балканский кубок.
13 сентября 1972 года Петков забил пять голов в матче Кубка УЕФА, принеся победу «Берое» со счетом 7:0 над венской «Аустрией». Две недели спустя он забил еще два мяча в ответном матче в Вене, в котором болгарский клуб выиграл со счётом 3:1. В следующем раунде турнира он также отличился голом в ворота венгерского «Гонведа» (3:0).
Летом 1977 года Петков перешёл в «Академик Свиштов», где в сезоне 1977/78 провёл 20 игр и забил восемь голов в Группе А. Однако команда финишировала на последнем 16-м месте и вылетела в Группу Б.
Летом 1978 года Петков вернулся в «Берое» и получил капитанскую повязку. С его помощью команда доходила до финала национального кубка в двух сезонах подряд (1978/79 и 1979/80), но проиграла «Левски» и «Славия София» соответственно. 13 мая 1980 года Петков забил в финале против «Славии», но его команда проиграла со счётом 3:1.
В 34 года Петков перешёл в «Аустрию». Это произошло в начале 1981 года. К концу сезона 1980/81 он провёл 16 игр, забив шесть голов, и стал чемпионом австрийской Бундеслиги. В следующем сезоне 1981/82 Петков сыграл 35 матчей и забил 4 гола. «Аустрия» выиграла кубок Австрии, сам же Петков вернулся в «Берое» и спустя сезон завершил карьеру.